# Gare de Verneuil-sur-Serre
Pour les articles homonymes, voir Gare de Verneuil.
La gare de Verneuil-sur-Serre est une gare ferroviaire française de la ligne de La Plaine à Hirson et Anor (frontière), située sur le territoire de la commune de Verneuil-sur-Serre dans le département de l'Aisne en région Hauts-de-France.
C'est une halte ferroviaire de la Société nationale des chemins de fer français (SNCF) desservie par des trains TER Hauts-de-France.

## Situation ferroviaire
Établie à 67 m d'altitude, la gare de Verneuil-sur-Serre est située au point kilométrique (PK) 149,718 de la ligne de La Plaine à Hirson et Anor (frontière), entre les gares ouvertes de Barenton-Bugny et de Dercy - Froidmont.
Elle est équipée d'un quai, pour la voie « Unique », qui dispose d'une longueur utile de 100 m.

## Fréquentation
De 2015 à 2023, selon les estimations de la SNCF, la fréquentation annuelle de la gare s'élève aux nombres indiqués dans le tableau ci-dessous.
| Année               | 2023  | 2022  | 2021  | 2020  | 2019  | 2018  | 2017  | 2016  | 2015  |
| ------------------- | ----- | ----- | ----- | ----- | ----- | ----- | ----- | ----- | ----- |
| Nombre de voyageurs | 8 008 | 6 503 | 5 281 | 3 813 | 3 396 | 4 330 | 4 334 | 3 070 | 5 774 |

## Service des voyageurs

### Accueil
Halte SNCF, c'est un point d'arrêt non géré (PANG) à accès libre.

### Desserte
Verneuil-sur-Serre est desservie par des trains TER Hauts-de-France, omnibus, qui effectuent des missions entre les gares de Laon et d'Hirson ou d'Aulnoye-Aymeries. En 2009, la fréquentation de la gare était de 24 voyageurs par jour.

### Intermodalité
Le stationnement des véhicules est possible à proximité de la halte.